# Believe in Me (album van Duff McKagan)
Believe in Me is het eerste soloalbum van Duff McKagan en is uitgebracht op 28 september 1993.

## Musici
- Duff McKagan - zang, slaggitaar, basgitaar, synthesizer, piano, drums, achtergrondzang
- Joie Mastrokalos - leadgitaar (tourneebandlid), achtergrondzang in de nummers Swamp Song en Fuck You
- Richard Duguay - basgitaar (tourneebandlid)
- Aaron Brooks - drums (tourneebandlid)
- Teddy Andreadis - orgel, clavinet
- Slash - leadgitaar in de nummers Believe in Me en Just Not There
- Dizzy Reed - piano, farfisaorgel, achtergrondzang in het nummer Could It Be You
- Matt Sorum - drums in het nummer (Fucked Up) Beyond Belief
- Gilby Clarke - slaggitaar en achtergrondzand in het nummer 10 Years
- Jeff Beck - leadgitaar in de nummers (Fucked Up) Beyond Belief en Swamp Song
- Lenny Kravitz - zang in het nummer The Majority
- Sebastian Bach - zang in het nummer Trouble
- Dave Sabo - gitaar in de nummers Trouble en Lonely Tonite
- West Arkeen - gitaar in de nummers Man in the Meadow, Swamp Song en Fuck You
- Rob Afusso - drums in de nummers Swamp Song en Fuck You
- Bobbie Brown - achtergrond zang in het nummer Believe in Me
- London McDaniel - zang in het nummer Man in the Meadow, percussie in het nummer The Majority
- Doc Newmann - rap in het nummer Fuck You

## Tracklist
| Nr. | Titel                     | Lengte |
| --- | ------------------------- | ------ |
| 1   | Believe in Me             | 3:24   |
| 2   | I Love You                | 4:15   |
| 3   | Man in the Meadow         | 4:50   |
| 4   | (Fucked Up) Beyond Belief | 3:29   |
| 5   | Could It Be You           | 3:08   |
| 6   | Just Not There            | 3:34   |
| 7   | Punk Rock Song            | 1:37   |
| 8   | The Majority              | 3:10   |
| 9   | 10 Years                  | 4:30   |
| 10  | Swamp Song                | 3:05   |
| 11  | Trouble                   | 3:12   |
| 12  | Fuck You                  | 3:24   |
| 13  | Lonely Tonite             | 3:03   |